# Vitré, Ille-et-Vilaine
Vitré (bretonă: Gwitreg, gallo: Vitræ) este un oraș situat în vestul Franței, în departamentul Ille-et-Vilaine, în regiunea Bretania. Orașul este înfrățit cu orașul Tălmaciu din România. Orașul este dominat de un impozant castel medieval.

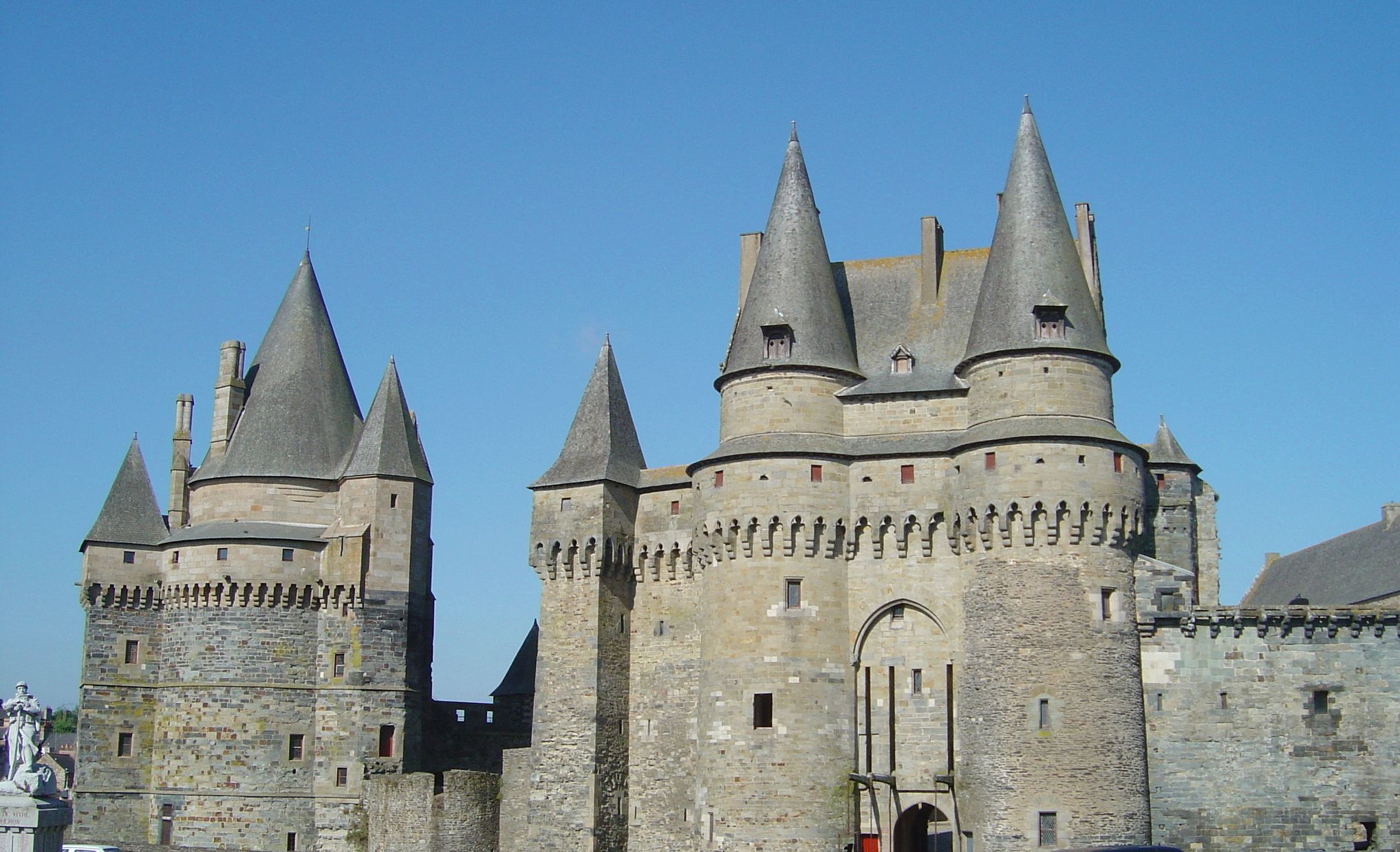
Castelul din Vitré

Vitré este o comună în departamentul Ille-et-Vilaine, Franța. În 2009 avea o populație de 16712 de locuitori.